# Xã Wakeshma, Michigan
Xã Wakeshma (tiếng Anh: Wakeshma Township) là một xã thuộc quận Kalamazoo, tiểu bang Michigan, Hoa Kỳ. Năm 2010, dân số của xã này là 1.301 người.